# Waris Dirie
Waris Dirie (somal. Waris Diiriye, arab. ‏واريس ديري‎; ur. ok. 1965 w Somalii) – somalijska modelka i pisarka. W latach 1997–2003 ambasadorka ONZ.

## Życiorys
Pochodzi z muzułmańskiej rodziny, z plemienia nomadów. Jej imię oznacza „pustynny kwiat”. Jej siostra i dwie kuzynki zmarły wskutek tradycyjnego obrzezania. Uciekła z domu z powodu nakazu małżeństwa z sześćdziesięciojednoletnim mężczyzną. Przebywała u rodziny w Mogadiszu, a następnie w domu wuja w Londynie jako służąca. Tam odkryta przez jednego z najsłynniejszych fotografów mody Terence’a Donovana. Dzięki niemu w roku 1987 znalazła się na okładce kalendarza Pirelli.
Po tym wydarzeniu kariera Waris jako modelki nabrała tempa. Wzięła udział w dziesiątkach kampanii reklamowych, m.in. Chanel, Revlon, Levi's czy L’Oréal. Była gwiazdą wybiegów Mediolanu, Londynu, Nowego Jorku i Paryża. Jej zdjęcia zdobiły okładki najważniejszych magazynów mody: „Elle”, „Vogue” czy „Glamour”.
W 1987 zagrała epizod w filmie W obliczu śmierci o przygodach agenta 007.
Waris Dirie opublikowała opartą na wspomnieniach książkę Kwiat pustyni, w której opisuje niezwykłą historię swojego życia. Książka okazała się sukcesem wydawniczym i doczekała się wydań na całym świecie. W samej tylko Polsce sprzedano ponad 250 tysięcy egzemplarzy. Fakt ten skłonił Waris Dirie do wydania kolejnych książek o swoim życiu.
W marcu 2008 niemiecka reżyser Sherry Hormann przystąpiła do prac nad filmową adaptacją Kwiatu pustyni. Rolę Waris Dirie zagrała etiopska modelka Liya Kebede. Premiera filmu odbyła się jesienią 2009 roku.
Waris Dirie posiada obywatelstwo austriackie. Jej starszy syn Alleke, którego ojcem jest amerykański muzyk jazzowy, mieszka w USA. Związana z Polską, mieszka w Gdańsku, jak mówi, gdy zobaczyła polskie morze, zakochała się w nim. W wywiadzie w 2011 roku wspominała, że zamierza na stałe opuścić Polskę, jednak w 2023 roku dalej tu mieszka.
W 2013 roku pojawiła się gościnnie w programie Top Model. Zostań modelką.

### Działalność społeczna
W roku 1997 Waris Dirie udzieliła przełomowego wywiadu do „Marie Claire”, w którym opowiedziała o tym, jak została obrzezana w wieku 3 lat. W tym samym roku Waris Dirie została ambasadorem ONZ i rozpoczęła walkę o zniesienie rytuału obrzezania kobiet w krajach Trzeciego Świata.
W 2002 założyła fundację własnego imienia zajmującą się tym problemem przez działalność edukacyjną i pomoc ofiarom obrzezania; od 2010 nazywa się ona Desert Flower Foundation. Fundacja ma siedzibę w Wiedniu oraz biura regionalne w kilku krajach europejskich jak i w Dżibuti i Sierra Leone.

## Książki
- Kwiat pustyni (ang. Desert Flower) (ISBN 978-83-247-1483-4)
- Córka nomadów (ang. Desert Dawn) (ISBN 83-7311-564-1)
- Przełamać tabu (niem. Schmerzenskinder, ang. Desert Children) (ISBN 83-247-0084-6)
- List do matki: wyznanie miłości (ang. A letter to my mother) (ISBN 978-83-247-0916-8)
- Czarna kobieta, biały kraj (ISBN 978-83-7799-591-4)
- Safa, nie okaleczajcie mnie (niem. Safa. Die Rettung der kleinen Wüstenblume) (ISBN 978-83-7943-789-4)

## Nagrody
- Afrika-Preis, 1999
- Kobieta Roku (nagroda magazynu Glamour), 2000
- Corine (nagroda literacka), 2002 zа Córkę nomadów
- Women’s World Award, 2004 – World Social Award
- Erzbischof-Oscar-Romero-Preis, 2004
- Prix des Générations, 2007
- Nagroda im. Dehlera, 2013